# Ephyrodes comprimens
Ephyrodes comprimens är en fjärilsart som beskrevs av Walker 1858. Ephyrodes comprimens ingår i släktet Ephyrodes och familjen nattflyn. Inga underarter finns listade i Catalogue of Life.